# Municipio Carlos Arvelo
El Municipio Carlos Arvelo es uno de los 14 municipios que conforman el estado Carabobo en la Región Central de Venezuela. Su capital es la localidad de Güigüe. Se encuentra ubicado en la Región Centro-Sur del estado Carabobo. Tiene una superficie de 835 km² y para 2020 cuenta con una población de 134 229 habitantes lo que representa el 6,7 % de la población del estado Carabobo. El municipio Carlos Arvelo posee 3 parroquias civiles. Forma parte del Área metropolitana de Valencia

## Historia
El 17 de marzo de 1917 el general Emilio Fernández, presidente del estado Carabobo, propuso la creación del distrito «Gómez», que incluiría Güigüe y Belén. Esta propuesta fue aprobada en tercera discusión y así este distrito pasó a reemplazar el Departamento de Ocumare de la Costa, que pasó a formar parte del estado Aragua. El jefe civil fue el que ya era jefe de municipio, Luis Felipe Woodberry. El 16 de mayo de 1917 se instaló el primer Concejo Municipal del Distrito Gómez.
Tras la muerte de Juan Vicente Gómez muchas personas comenzaron a demandar cambios en la región. El 11 de enero de 1936, la Asamblea Legislativa del estado Carabobo recibe una propuesta del diputado Nicolás Figueredo Boggio para cambiar el nombre del distrito por el de Carlos Arvelo. 
En 1989 el presidente Carlos Andrés Pérez llamó a las primeras elecciones de alcaldes y gobernadores en la historia de Venezuela, En las cuales ganó en Carlos Arvelo el candidato de Acción Democrática. Así le siguió también en 1992, 1995 y 1998.
En 2004 ganó Marisol Castillo del partido Movimiento V República (MVR). En las elecciones celebradas en 2008 logró ser reelegida Castillo pero esta vez por el partido Partido Socialista Unido de Venezuela (PSUV) para el período 2008-2012.

## Toponimia
El municipio toma el nombre en honor a Carlos Arvelo, quien fue un médico, catedrático y político venezolano nacido en Güigüe, Estado Carabobo, el 1 de junio de 1784.

## Geografía
El municipio Autónomo Carlos Arvelo se encuentra en la parte sureste del estado Carabobo. Limita al norte con el Lago de Valencia y con el municipio Los Guayos, al oeste con el municipio Valencia, al sur con el estado Guárico y al este con el estado Aragua.
El municipio Carlos Arvelo se encuentra integrado por la parroquia Urbana Güigüe (capital Güigüe) y por la parroquia No Urbana Belén (capital Belén) y la Parroquia No Urbana Tacarigua (capital Central Tacarigua). El norte del municipio es mayoritariamente llano a diferencia de la parte central y sur del municipio que es montañosa.

## Límites
- Norte: Parroquia Urbana Rafael Urdaneta (municipio Valencia), municipio Los Guayos y el Lago de Valencia.
- Sur: Municipio Ortiz y Municipio Roscio (estado Guárico) y el Municipio Pao de San Juan Bautista (estado Cojedes)
- Este: Municipio Zamora (estado Aragua)
- Oeste: Parroquia Urbana Miguel Peña y la Parroquia No Urbana Negro Primero (municipio Valencia)

## Organización parroquial
| Parroquia                     | Capital           | Población |
| ----------------------------- | ----------------- | --------- |
| Parroquia Urbana Güigüe       | Güigüe            | 73.276    |
| Parroquia No Urbana Belén     | Belén             | 13.786    |
| Parroquia No Urbana Tacarigua | Central Tacarigua | 63.215    |

 Población para el año 2011.

## Centros poblados
- Güigüe
- Belén
- Central Tacarigua